# Gearheads
Gearheads è un videogioco del 1996 pubblicato per PC, Macintosh, CD-i e SNES. È stato progettato da Frank Lantz, Eric Zimmerman e Christopher Erhardt, della Philips Media.

## Modalità di gioco
I giocatori devono scegliere i giocattoli per loro adatti all'arena. Lo scopo è portare i giocattoli attraverso l'area di gioco, e impedire all'avversario di raggiungere lo stesso obiettivo. I giocattoli sono differenti per tipi di movimenti e armi. Una volta schierati, camminano e interagiscono con ogni giocattolo che trovano sulla loro strada. 